# ローレンス郡 (サウスダコタ州)

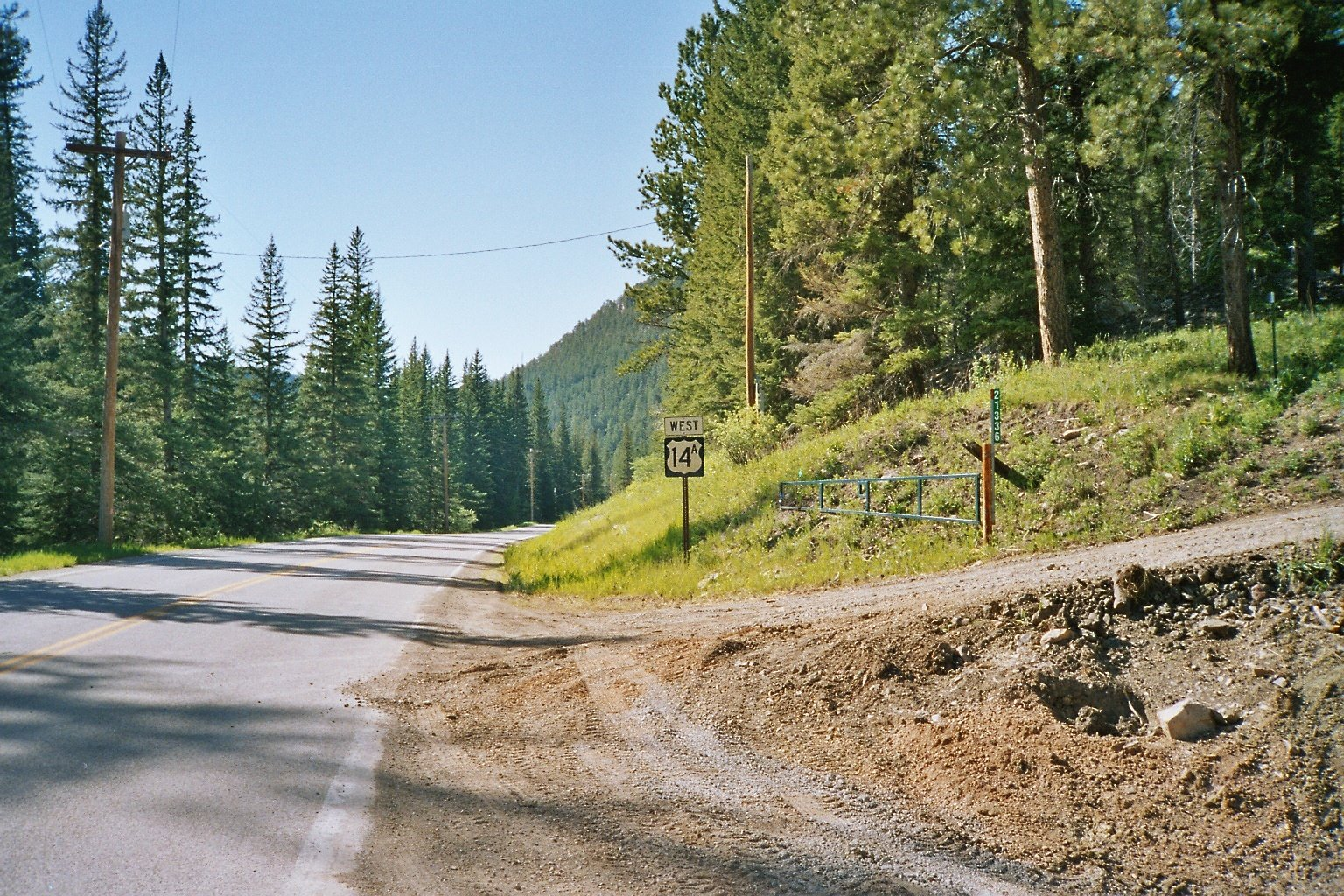
アメリカ国道14A号線西

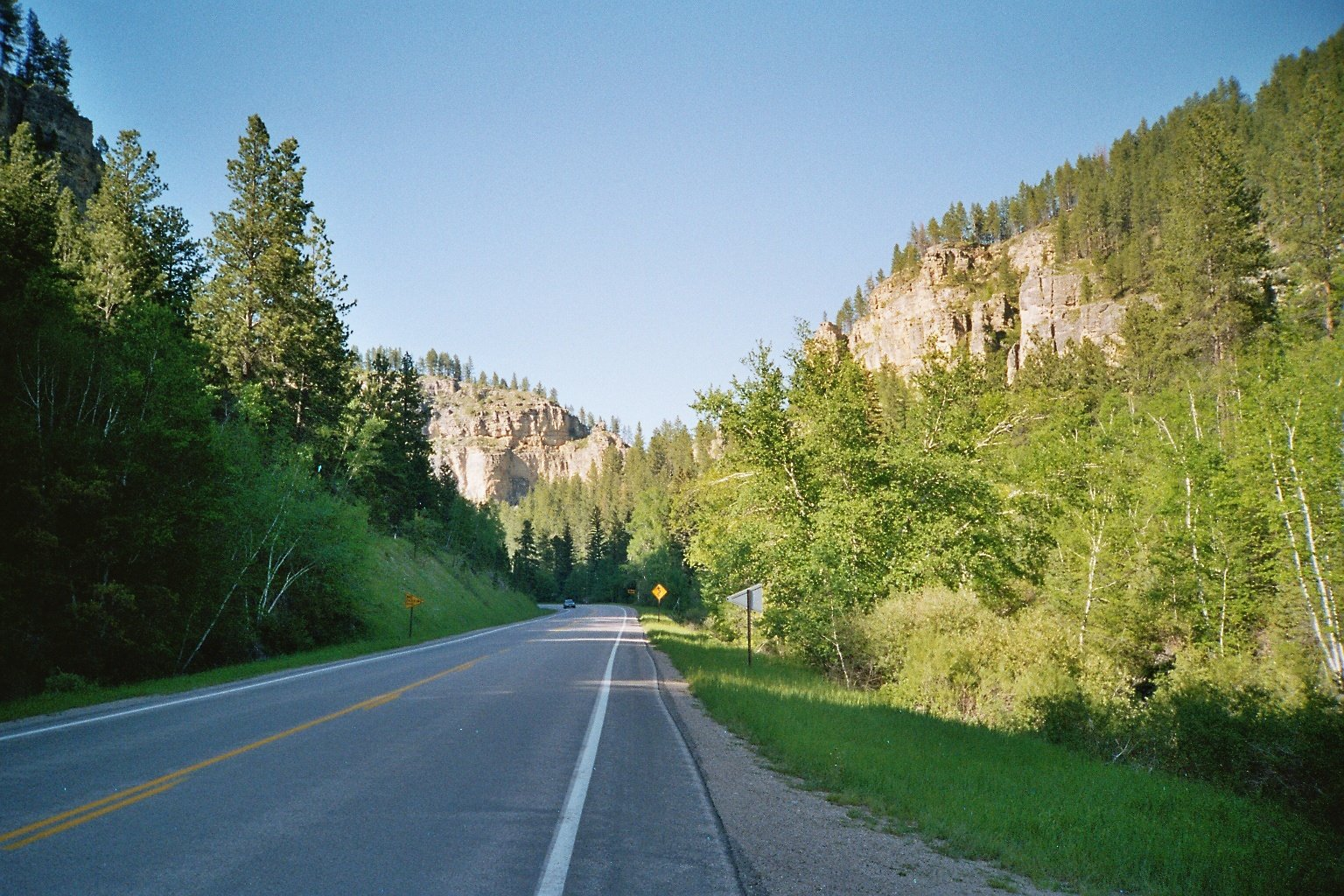
アメリカ国道14A号線西

ローレンス郡（英語: Lawrence County）は、アメリカ合衆国サウスダコタ州の西部に位置する郡である。2010年国勢調査での人口は24,097人であり、2000年の21,802人から10.5％増加した。郡庁所在地はデッドウッド市（人口1,270人）であり、同郡で人口最大の町はスペアフィッシュ市（人口10,494人）である。
ローレンス郡はその全体がスペアフィッシュ小都市圏を構成している。

## 歴史
ローレンス郡は、1877年に初代財務官として郡内に入ってきた"カーネル"・ジョン・ローレンスに因んで名付けられた。ローレンスはそれ以前にダコタ準州議会議員、アメリカ合衆国下院警備局長、およびダコタ準州連邦保安官を務めていた。退職後は郡道路監督官および選挙監視員として活動を続けた。称号の"カーネル"は名誉称号であり、ダコタ準州知事より贈られた。

## 地理
アメリカ合衆国国勢調査局に拠れば、郡域全面積は800平方マイル (2,073 km2)であり、このうち陸地は800平方マイル (2,072 km2)、水域は0平方マイル (1 km2)で水域率は0.03％である。

### 主要高規格道路
| - 州間高速道路90号線 - アメリカ国道14号線 - アメリカ国道14A号線 - アメリカ国道85号線 | - アメリカ国道385号線 - サウスダコタ州道34号線 |

### 隣接する郡
- ビュート郡 - 北
- ミード郡 - 東
- ペニントン郡 - 南
- ウェストン郡 (ワイオミング州) - 南西
- クルック郡 (ワイオミング州) - 西

### 国立保護地域
- ブラックヒルズ国立の森（部分)

## 人口動態
以下は2000年の国勢調査による人口統計データである。
| 基礎データ - 人口: 21,802人 - 世帯数: 8,881 世帯 - 家族数: 5,559 家族 - 人口密度: 11人/km2（27人/mi2） - 住居数: 10,427軒 - 住居密度: 5軒/km2（13軒/mi2） 人種別人口構成 - 白人: 95.79% - アフリカン・アメリカン: 0.23% - ネイティブ・アメリカン: 2.18% - アジア人: 0.33% - 太平洋諸島系: 0.05% - その他の人種: 0.33% - 混血: 1.08% - ヒスパニック・ラテン系: 1.82% 先祖による構成 - ドイツ系：36.0％ - ノルウェー系：12.0％ - アイルランド系：9.0％ - イギリス系：7.5％ 年齢別人口構成 - 18歳未満: 23.1% - 18-24歳: 13.7% - 25-44歳: 25.4% - 45-64歳: 23.1% - 65歳以上: 14.6% - 年齢の中央値:37歳 - 性比（女性100人あたり男性の人口） - 総人口: 96.8 - 18歳以上: 93.3 | 世帯と家族（対世帯数） - 18歳未満の子供がいる: 28.8% - 結婚・同居している夫婦: 51.0% - 未婚・離婚・死別女性が世帯主: 8.5% - 非家族世帯: 37.4% - 単身世帯: 29.6% - 65歳以上の老人1人暮らし: 11.5% - 平均構成人数 - 世帯: 2.33人 - 家族: 2.89人 収入と家計 - 収入の中央値 - 世帯: 31,755米ドル - 家族: 40,501米ドル - 性別 - 男性: 30,098米ドル - 女性: 19,679米ドル - 人口1人あたり収入: 17,195米ドル - 貧困線以下 - 対人口: 14.8% - 対家族数: 9.5% - 18歳未満: 15.7% - 65歳以上: 9.1% |

## 都市と町

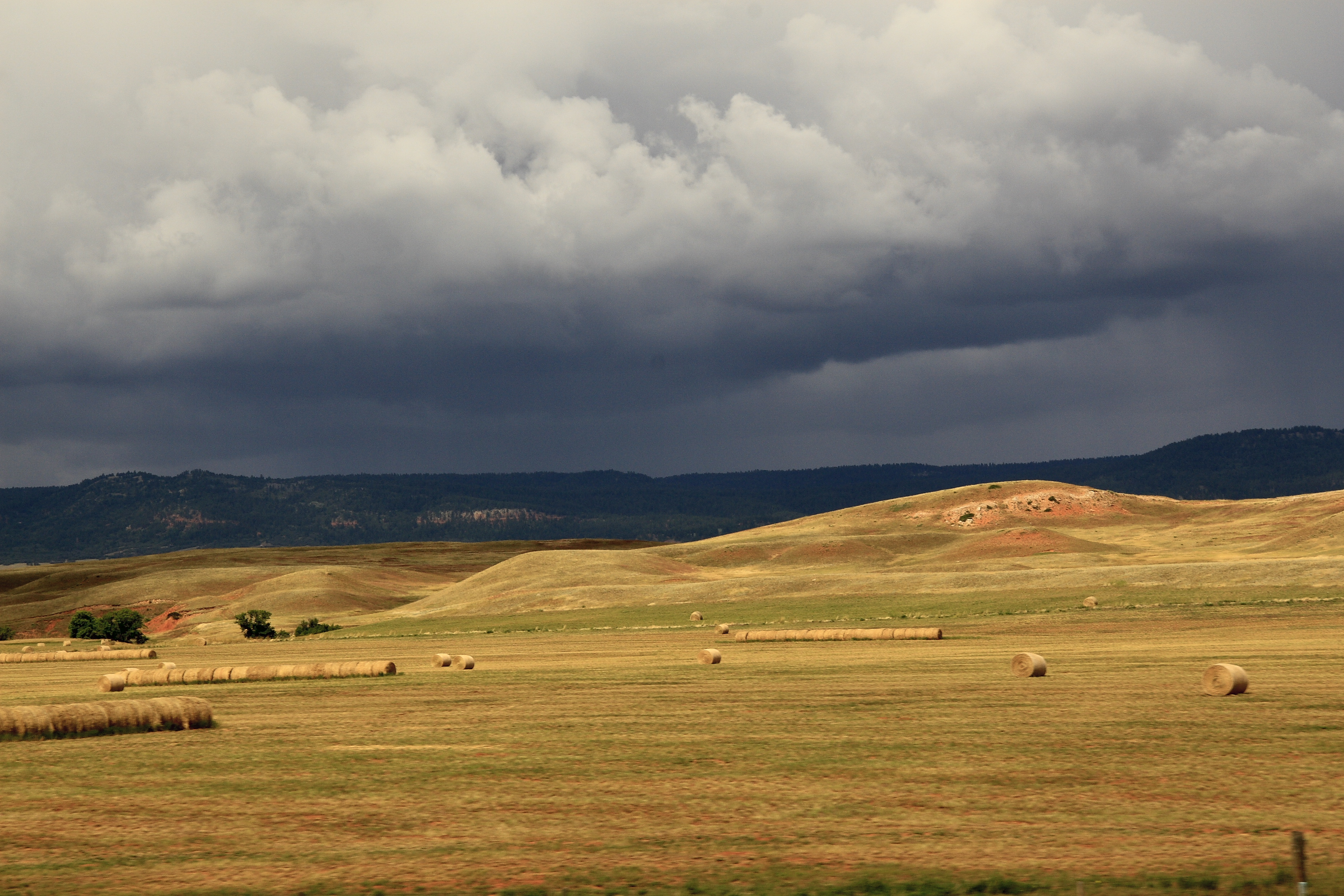
デッドウッドの北にある干草畑

都市名の後の数字は2010年国勢調査での人口を示す
| - 1. スペアフィッシュ 10,494 - 2. リード 3,124 - 3. ノーススペアフィッシュ 2,221 - 4. デッドウッド 1,270 - 郡庁所在地 - 5. ホワイトウッド 927 - 6. セントオンジェ 191 - 7. セントラルシティ 134 |

### 郡区
ローレンス郡は下記1つの郡区と2つの未編入領域に分けられている。
| - セントオンジェ | - ノースローレンス - サウスローレンス |